# Marja Lehtonen
Marja Lehtonen es una fisicoculturista profesional y entrenadora personal de Finlandia, nacida en 1968 en Tampere. Lehtonen mide 5'2" (152cm) y compite con un peso de alrededor de 120 libras (54kg) (su peso fuera de temporada es de 138 libras (62kg)). De adolescente ella competía en atletismo, antes de adentrarse en el fisicoculturismo.

## Historial de Competiciones
- 1990 Pohjanmaa Grand Prix - 1.er lugar (menos de 52 kg)
- 1990 National Championship (Finlandia) - 2.º lugar (LW)
- 1990 World Championship - 7.º lugar (LW)
- 1991 National Championship - 1.er lugar (MW - menos de 57kg)
- 1991 European Championship - 7.º lugar (LW)
- 1991 World Championship - 14.º lugar (MW)
- 1994 World Championship - 4.º lugar (MW)
- 1999 World Championship - 4.º (MW)
- 2000 European Championship - 2.º lugar (MW)
- 2001 Jan Tana Classic - 3.er lugar (LW)
- 2001 Women’s Extravaganza - 2.º lugar (MW)
- 2002 Jan Tana Classic - 3.er lugar (LW)
- 2003 Night of Champions - 3.er lugar (LW)
- 2004 Night of Champions - 2.º lugar (LW)
- 2004 IFBB Ms. Olympia - 3.er lugar (LW)
- 2005 IFBB Ms. Olympia - 14.º lugar